# Viad Tower
La Torre Viad (en inglés: Viad Tower) es un rascacielos en el centro de Phoenix, la capital del estado estadounidense de Arizona. También esconocido como el Centro Corporativo Viad y anteriormente como la torre Dial. Fue construido en 1991 por la Corporación Dial, por lo que el edificio se asemeja a una barra de jabón Dial. Se eleva 114 metros con su tope en las 24 plantas. Fue diseñado en el estilo moderno por HKS, Inc. Estaba previsto que tuviera una torre gemela, pero fue cancelada debido a la crisis de la décadas de 1980 y 1990 de Ahorros y Préstamos.